# Žirany
Žirany este o comună slovacă, aflată în districtul Nitra din regiunea Nitra. Localitatea se află la altitudinea de 250 m deasupra n.m., se întinde pe o suprafață de 15,56 km2 și în 2017 număra 1.361 de locuitori.
Localitatea este înfrățită cu Dorog.

## Istoric
Localitatea Žirany este atestată documentar din 1113.

## Demografie
| An:                | 1994 | 2004   | 2014   | 2024   |
| ------------------ | ---- | ------ | ------ | ------ |
| Număr de persoane: | 1257 | 1344   | 1363   | 1346   |
| Diferență:         |      | +6,92% | +1,41% | −1,24% |

| An:                | 2023 | 2024   |
| ------------------ | ---- | ------ |
| Număr de persoane: | 1352 | 1346   |
| Diferență:         |      | −0,44% |